# نوكيا 3
نوكيا 3 (بالإنجليزية: Nokia 3) هاتف ذكي يعمل بنظام أندرويد من تطوير الشركة الفنلندية إتش إم دي العالمية صدر بتاريخ 29 فبراير عام 2017.

## المواصفات
يتميز الجهاز بتصميم معدني شبيه بالجهاز الذي سبقه نوكيا 6، وجهاز نوكيا 3، ويتوفر بأربعة ألوان أزرق داكن، رصاصي، أسود، وأحمر. ذو شاشة قياس 5.2" بوصة (13.2ملمتر) مغلفة بالكامل وبدقة عالية الوضوح (قياس 1280x720، 16:9)، من ناحية الأداء يعمل الجهاز بمعالج سنابدراغون 430 مصنع من قبل شركة كوالكوم، وذاكرة وصول عشوائية 2 جيغابايت، ذاكرة تخوين الجهاز 16 جيغابايت قابلة للزيادة عبر بطاقة الذاكرة "MicroSD" حتى 128 جيغابايت، مزود بكاميرا خلفية بدقة 13 ميغابكسل وكاميرا أمامية بدقة 8 ميغابكسل، يدعم الجهاز تقنية اتصال الجيل الرابع "LTE" بسرعة تنزيل "↓" تصل إلى 150 ميغابت بالثانية، وسرعة تحميل "↑" تصل إلى 50 ميغابت بالثانية. تشغل الجهاز بطارية سعة 3000 ميليأمبير بالساعة. كما يحتوي الجهاز على ماسح بصمات في زر الشاشة الرئيسة.

### نظام التشغيل
طالع أيضاً: نظام تشغيل أندرويد
يعمل الجهاز بآخر إصدارات نظام تشغيل أندرويد 7 المعروف بأسم «نوغا»، كما أعلن خلال عرض نوكيا في ملتقى عالم الهواتف النقالة سيعمل الجهاز بنسخة غير معدلة من نظام أندرويد مما يتيح للمستخدم سهولة الاستخدام وسرعة الحصول على التحديثات من شركة غوغل. على غرار أجهزة الهواتف الذكية التي تعمل بنظام أندرويد تتوفر للمستخدم العديد من البرامج والتطبيقات عبر متجر «Google Play». بالإضافة إلى التطبيقات الأساسية التي توفرها غوغل عبر نظام التشغيل أندرويد؛ خرائط غوغل، غوغل درايف، وغيرها من البرامج.